# Zwergfruchtfledermaus
Die Zwergfruchtfledermaus (Artibeus phaeotis) ist eine Fledermausart aus der Familie der Blattnasen (Phyllostomidae), welche in Zentral- und Südamerika beheimatet ist.

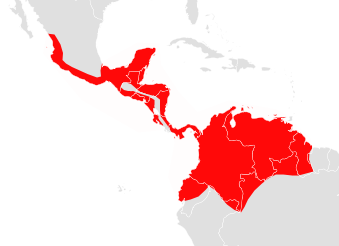
Verbreitungsgebiet (rot) der Zwergfruchtfledermaus

## Beschreibung
Die Zwergfruchtfledermaus ist, wie ihr Name schon aussagt, einer der kleinsten Eigentlichen Fruchtvampire mit einer Kopf-Rumpf-Länge von 51 bis 60 mm und einem Gewicht von maximal 15,6 g. Das Fell ist braun oder grau, dicht und weich, wobei die Unterarme ebenfalls behaart sind. Der Name Artibeus leitet sich vom griechischen arti und beus ab, was sich auf das Vorhandensein zweier weißer Streifen im Gesicht bezieht. Die Flughaut ist schwarz, die Ohren dunkelbraun und oft mit einem gelben Rand versehen. Wie die meisten Vertreter der Blattnasen besitzt auch die Zwergfruchtfledermaus ein auffallendes Nasenblatt.
Der Artname leitet sich vom griechischen phaios (= staubig) ab und bezieht sich auf die gräuliche Fellfarbe der Zwergfruchtfledermaus.
Die Zwergfruchtfledermaus kann regional mit Artibeus watsoni verwechselt werden. Die beiden Arten lassen sich an lebenden Tieren nur anhand der Zähne und der Farbe der Ohrränder unterscheiden, wobei beide Merkmale wenig zuverlässig sind. Bei einigen Studien werden daher entweder beide Arten als Artkomplex zusammengefasst oder mithilfe von DNA-Analysen auseinandergehalten.

## Lebensweise
Die Zwergfruchtfledermaus frisst hauptsächlich Früchte, jedoch auch Pollen und Insekten. Tagsüber hängen die Tiere in kleinen Gruppen unter modifizierten Blättern, sogenannten Blattzelten. Dabei werden Blätter von Bananen, Helikonien und tropischen Araceen entlang der Mittelrippe so angenagt, dass das Blatt in sich zusammenfällt und eine Art Zelt bildet.
Die Zwergfruchtfledermaus ist saisonal und bimodal polyöstrisch, das heißt, dass die Weibchen zweimal pro Jahr in den Östrus kommen. In Costa Rica sind die Weibchen jeweils im April und August/September mit einem einzigen Embryo trächtig.

## Verbreitung und Lebensraum
Die Zwergfruchtfledermaus ist in drei Unterarten von Mexiko bis Ecuador, Kolumbien, Venezuela und Guyana verbreitet. Ihr Bestand wird von der IUCN dank der weiten Verbreitung als ungefährdet eingestuft.